# Sturmia unguicularis
Sturmia unguicularis är en tvåvingeart som först beskrevs av Baranov 1934.  Sturmia unguicularis ingår i släktet Sturmia och familjen parasitflugor. Inga underarter finns listade i Catalogue of Life.